# Organische Trockensubstanz
Die organische Trockensubstanz (oTS) ist der Anteil der organischen Bestandteile eines Stoffes, nach vollständigem Entzug von Wasser und aller mineralischer Bestandteile. Von Bedeutung ist dieser Wert unter anderem bei der Herstellung von Biogas in Biogasanlagen oder Pyrolyseanlagen. Je nach Art des eingesetzten Substrats für Biogasanlagen unterscheidet sich der Gasertrag. 
Errechnet wird die oTS, indem man die Gewichtsdifferenz zwischen dem trockenen Zustand nach Erhitzung auf etwa 105 °C und nach Veraschung bei etwa 550 °C bis 600 °C dem Ursprungsgewicht gegenüberstellt.